# Bukvik Gornji
Bukvik Gornji är ett samhälle i Bosnien och Hercegovina.   Det ligger i distriktet Brčko, i den nordöstra delen av landet, 110 km norr om huvudstaden Sarajevo. Bukvik Gornji ligger 112 meter över havet och antalet invånare är 378.
Terrängen runt Bukvik Gornji är platt åt nordost, men åt sydväst är den kuperad.Runt Bukvik Gornji är det ganska tätbefolkat, med 93 invånare per kvadratkilometer.. Närmaste större samhälle är Brčko, 13,8 km öster om Bukvik Gornji. 
Omgivningarna runt Bukvik Gornji är en mosaik av jordbruksmark och naturlig växtlighet.